# 陳亨旭
陳亨旭（韓語：진형욱，1969年9月10日—），韓國電視劇導演。

## 作品列表

### 電視劇
- 2001年：KBS《這是愛》
- 2007年：KBS《春暖花開的時候》
- 2007年：KBS《善良女子白日紅》
- 2009年：KBS《不像三兄弟》
- 2011年：KBS《只有你》
- 2013年：KBS《王家一家人》
- 2014年：KBS《我的愛屬於你》
- 2017年：KBS《我男人的秘密》
- 2019年：KBS《為何那樣，奉尚先生》
- 2020年：KBS《Born Again》
- 2022年：TV朝鮮《紅氣球》
- 2024年：TV朝鮮《沒有你活不下去》[1]

### 製作人作品
- 2004年：KBS《九尾狐外傳》
- 2009年：KBS《千秋太后》
- 2016年：KBS《鄰家律師趙德浩》

### 助理導演作品
- 1999年：KBS《請相愛》

## 外部連結
- NAVER

1. ↑  김양수. . JoyNews24. 2024-04-03  [2024-07-25]. （原始内容存档于2024-07-26）.